# Lijst van Belgische medaillewinnaars op de Europese kampioenschappen indooratletiek
Dit is een lijst van Belgischse medaillewinnaars op de Europese kampioenschappen indooratletiek en de Europese indooratletiekspelen (1966-1969).

## Medaillewinnaars

### Gemengd
| Editie | Onderdeel | Goud | Zilver                                                                | Brons |
| ------ | --------- | ---- | --------------------------------------------------------------------- | ----- |
| 2025   | 4 × 400 m |      | Julien Watrin Imke Vervaet Christian Iguacel Helena Ponette (3.16,19) |       |
| Totaal | Totaal    | 0    | 1                                                                     | 0     |

### Mannen
* 1966: de medley relay omvatte achtereenvolgens 160 m (gelijk aan 1 ronde), 320 m, 480 m en 640 m.
| Editie | Onderdeel      | Goud                                                              | Zilver                                                               | Brons                                                                           |
| ------ | -------------- | ----------------------------------------------------------------- | -------------------------------------------------------------------- | ------------------------------------------------------------------------------- |
| 1966   | medley relay * |                                                                   |                                                                      | Werner Oijzers Willy Vandewyngaerden Georges Wijnants Albert van Hoorn (3.27,2) |
|        |                |                                                                   |                                                                      |                                                                                 |
| 1969   | 1500 m         | Edgard Salvé (3.45,9)                                             |                                                                      |                                                                                 |
|        |                |                                                                   |                                                                      |                                                                                 |
| 1973   | 1500 m         |                                                                   | Herman Mignon (3.43,16)                                              |                                                                                 |
| 1973   | 3000 m         | Emiel Puttemans (7.44,51)                                         | Willy Polleunis (7.51,86)                                            |                                                                                 |
| 1974   | 400 m          | Fons Brijdenbach (46,60)                                          |                                                                      |                                                                                 |
| 1974   | 3000 m         | Emiel Puttemans (7.48,48)                                         | Paul Thijs (7.52,76)                                                 |                                                                                 |
| 1975   | 800 m          |                                                                   | Ivo Van Damme (1.50,1)                                               |                                                                                 |
| 1976   | 800 m          | Ivo Van Damme (1.49,2)                                            |                                                                      |                                                                                 |
| 1977   | 400 m          | Fons Brijdenbach (46,53)                                          |                                                                      |                                                                                 |
| 1978   | 3000 m         |                                                                   | Emiel Puttemans (7.49,9)                                             |                                                                                 |
| 1978   | verspringen    |                                                                   | Ronald Desruelles (7,75)                                             |                                                                                 |
|        |                |                                                                   |                                                                      |                                                                                 |
| 1983   | 200 m          |                                                                   | Jacques Borlée (21,13)                                               |                                                                                 |
| 1984   | 60 m           |                                                                   |                                                                      | Ronald Desruelles (6,69)                                                        |
| 1985   | 60 m           |                                                                   |                                                                      | Ronald Desruelles (6,64)                                                        |
| 1985   | 3000 m         | Bob Verbeeck (8.10,84)                                            |                                                                      |                                                                                 |
| 1986   | 60 m           | Ronald Desruelles (6,61)                                          |                                                                      |                                                                                 |
| 1986   | hoogspringen   |                                                                   |                                                                      | Eddy Annys (2,28)                                                               |
|        |                |                                                                   |                                                                      |                                                                                 |
| 1988   | 60 m           |                                                                   | Ronald Desruelles (6,60)                                             |                                                                                 |
|        |                |                                                                   |                                                                      |                                                                                 |
| 1996   | 200 m          | Erik Wijmeersch (21,04)                                           |                                                                      |                                                                                 |
| 1996   | 3000 m         |                                                                   | Christophe Impens (7.50,19)                                          |                                                                                 |
| 1996   | 60 m horden    |                                                                   |                                                                      | Jonathan Nsenga (7,66)                                                          |
|        |                |                                                                   |                                                                      |                                                                                 |
| 2000   | 200 m          |                                                                   | Patrick Stevens (20,70)                                              |                                                                                 |
|        |                |                                                                   |                                                                      |                                                                                 |
| 2011   | 60 m horden    |                                                                   |                                                                      | Adrien Deghelt (7,57)                                                           |
| 2011   | 4 × 400 m      |                                                                   |                                                                      | Jonathan Borlée Antoine Gillet Nils Duerinck Kevin Borlée (3.06,57)             |
|        |                |                                                                   |                                                                      |                                                                                 |
| 2015   | 400 m          |                                                                   | Dylan Borlée (46,25)                                                 |                                                                                 |
| 2015   | 4 × 400 m      | Julien Watrin Dylan Borlée Jonathan Borlée Kevin Borlée (3.02,87) |                                                                      |                                                                                 |
| 2017   | 4 × 400 m      |                                                                   | Robin Vanderbemden Julien Watrin Kevin Borlée Dylan Borlée (3.07,80) |                                                                                 |
| 2019   | 4 × 400 m      | Julien Watrin Dylan Borlée Jonathan Borlée Kevin Borlée (3.06,27) |                                                                      |                                                                                 |
| 2021   | 3000 m         |                                                                   | Isaac Kimeli (7.49,41)                                               |                                                                                 |
| 2021   | hoogspringen   |                                                                   |                                                                      | Thomas Carmoy (2,26)                                                            |
| 2023   | 400 m          |                                                                   | Julien Watrin (45,44)                                                |                                                                                 |
| 2023   | 800 m          |                                                                   |                                                                      | Eliott Crestan (1.47,65)                                                        |
| 2023   | 4 × 400 m      | Dylan Borlée Alexander Doom Kevin Borlée Julien Watrin (3.05,83)  |                                                                      |                                                                                 |
| 2023   | hoogspringen   |                                                                   |                                                                      | Thomas Carmoy (2,29)                                                            |
| 2025   | 800 m          |                                                                   | Eliott Crestan (1.44,92)                                             |                                                                                 |
| 2025   | 4 × 400 m      |                                                                   |                                                                      | Julien Watrin Christian Iguacel Florent Mabille Jonathan Sacoor (3.05,18)       |
| Totaal | Totaal         | 12                                                                | 15                                                                   | 11                                                                              |

#### Meervoudige medaillewinnaars
N.B. Tussen haakjes het aantal op de estafette (inclusief gemengde) behaalde medailles van het totaal vermelde medailles.
| Atleet            | Goud   | Zilver | Brons  | Totaal | Behaald in:                  |
| ----------------- | ------ | ------ | ------ | ------ | ---------------------------- |
| Julien Watrin     | 03 (3) | 03 (2) | 01 (1) | 07 (6) | 2015, 2017, 2019, 2023, 2025 |
| Dylan Borlée      | 03 (3) | 02 (1) | 0      | 05 (4) | 2015, 2017, 2019, 2023       |
| Kevin Borlée      | 03 (3) | 01 (1) | 01 (1) | 05 (5) | 2011, 2015, 2017, 2019, 2023 |
| Emiel Puttemans   | 02     | 01     | 0      | 03     | 1973, 1974, 1978             |
| Jonathan Borlée   | 02 (2) | 01 (1) | 0      | 03 (3) | 2011, 2015, 2019             |
| Fons Brijdenbach  | 02     | 0      | 0      | 02     | 1974, 1977                   |
| Ronald Desruelles | 01     | 02     | 02     | 05     | 1978, 1984, 1985, 1986, 1988 |
| Ivo Van Damme     | 01     | 01     | 0      | 02     | 1975, 1976                   |
| Christian Iguacel | 0      | 01 (1) | 01 (1) | 02 (2) | 2025                         |
| Thomas Carmoy     | 0      | 0      | 02     | 02     | 2021, 2023                   |

### Vrouwen
| Editie | Onderdeel    | Goud                       | Zilver                         | Brons                  |
| ------ | ------------ | -------------------------- | ------------------------------ | ---------------------- |
| 1980   | 800 m        |                            | Anne-Marie Van Nuffel (2.00,9) |                        |
|        |              |                            |                                |                        |
| 2000   | 800 m        |                            |                                | Sandra Stals (2.01,34) |
| 2002   | 60 m         | Kim Gevaert (7,16)         |                                |                        |
| 2005   | 60 m         | Kim Gevaert (7,16)         |                                |                        |
| 2007   | 60 m         | Kim Gevaert (7,12)         |                                |                        |
| 2007   | hoogspringen | Tia Hellebaut (2,05)       |                                |                        |
| 2009   | 60 m horden  | Eline Berings (7,92)       |                                |                        |
|        |              |                            |                                |                        |
| 2015   | vijfkamp     |                            | Nafissatou Thiam (4696)        |                        |
| 2017   | vijfkamp     | Nafissatou Thiam (4870)    |                                |                        |
| 2019   | 400 m        |                            | Cynthia Bolingo Mbongo (51,62) |                        |
| 2021   | 1500 m       | Elise Vanderelst (4.18,44) |                                |                        |
| 2021   | vijfkamp     | Nafissatou Thiam (4904)    | Noor Vidts (4791)              |                        |
| 2023   | vijfkamp     | Nafissatou Thiam (5055)    |                                | Noor Vidts (4823)      |
| Totaal | Totaal       | 9                          | 4                              | 2                      |

#### Meervoudige medaillewinnaars
| Atlete           | Goud | Zilver | Brons | Totaal | Behaald in:            |
| ---------------- | ---- | ------ | ----- | ------ | ---------------------- |
| Nafissatou Thiam | 03   | 01     | 0     | 04     | 2015, 2017, 2021, 2023 |
| Kim Gevaert      | 03   | 0      | 0     | 03     | 2002, 2005, 2007       |
| Noor Vidts       | 0    | 01     | 01    | 02     | 2021, 2023             |

## Medaillespiegel
| Editie | Goud | Zilver | Brons | Totaal |          | Mannen | Vrouwen | Gemengd |
| ------ | ---- | ------ | ----- | ------ | -------- | ------ | ------- | ------- |
| 1966   | 0    | 0      | 01    | 01     | 0-0-1    |        |         |         |
| 1967   | 0    | 0      | 0     | 00     |          |        |         |         |
| 1968   | 0    | 0      | 0     | 00     |          |        |         |         |
| 1969   | 01   | 0      | 0     | 01     | 1-0-0    |        |         |         |
|        |      |        |       |        |          |        |         |         |
| 1970   | 0    | 0      | 0     | 00     |          |        |         |         |
| 1971   | 0    | 0      | 0     | 00     |          |        |         |         |
| 1972   | 0    | 0      | 0     | 00     |          |        |         |         |
| 1973   | 01   | 02     | 0     | 03     | 1-2-0    |        |         |         |
| 1974   | 02   | 01     | 0     | 03     | 2-1-0    |        |         |         |
| 1975   | 0    | 01     | 0     | 01     | 0-1-0    |        |         |         |
| 1976   | 01   | 0      | 0     | 01     | 1-0-0    |        |         |         |
| 1977   | 01   | 0      | 0     | 01     | 1-0-0    |        |         |         |
| 1978   | 0    | 02     | 0     | 02     | 0-2-0    |        |         |         |
| 1979   | 0    | 0      | 0     | 00     |          |        |         |         |
| 1980   | 0    | 01     | 0     | 01     |          | 0-1-0  |         |         |
| 1981   | 0    | 0      | 0     | 00     |          |        |         |         |
| 1982   | 0    | 0      | 0     | 00     |          |        |         |         |
| 1983   | 0    | 01     | 0     | 01     | 0-1-0    |        |         |         |
| 1984   | 0    | 0      | 01    | 01     | 0-0-1    |        |         |         |
| 1985   | 01   | 0      | 01    | 02     | 1-0-1    |        |         |         |
| 1986   | 01   | 0      | 01    | 02     | 1-0-1    |        |         |         |
| 1987   | 0    | 0      | 0     | 00     |          |        |         |         |
| 1988   | 0    | 01     | 0     | 01     | 0-1-0    |        |         |         |
| 1989   | 0    | 0      | 0     | 00     |          |        |         |         |
| 1990   | 0    | 0      | 0     | 00     |          |        |         |         |
| 1992   | 0    | 0      | 0     | 00     |          |        |         |         |
| 1994   | 0    | 0      | 0     | 00     |          |        |         |         |
| 1996   | 01   | 01     | 01    | 03     | 1-1-1    |        |         |         |
| 1998   | 0    | 0      | 0     | 00     |          |        |         |         |
| 2000   | 0    | 01     | 01    | 02     | 0-1-0    | 0-0-1  |         |         |
| 2002   | 01   | 0      | 0     | 01     |          | 1-0-0  |         |         |
| 2005   | 01   | 0      | 0     | 01     |          | 1-0-0  |         |         |
| 2007   | 02   | 0      | 0     | 02     |          | 2-0-0  |         |         |
| 2009   | 01   | 0      | 0     | 01     |          | 1-0-0  |         |         |
| 2011   | 0    | 01     | 01    | 02     | 0-1-1    |        |         |         |
| 2013   | 0    | 0      | 0     | 00     |          |        |         |         |
| 2015   | 01   | 02     | 0     | 03     | 1-1-0    | 0-1-0  |         |         |
| 2017   | 01   | 01     | 0     | 02     | 0-1-0    | 1-0-0  |         |         |
| 2019   | 01   | 01     | 0     | 02     | 1-0-0    | 0-1-0  |         |         |
| 2021   | 02   | 02     | 01    | 05     | 0-1-1    | 2-1-0  |         |         |
| 2023   | 02   | 01     | 03    | 06     | 1-1-2    | 1-0-1  |         |         |
| 2025   | 0    | 02     | 01    | 03     | 0-1-1    |        | 0-1-0   |         |
| Totaal | 21   | 20     | 13    | 54     | 12-15-11 | 9-4-2  | 0-1-0   |         |